# 卡塔斯阿尔塔斯-达诺鲁埃加
卡塔斯阿尔塔斯-达诺鲁埃加（葡萄牙語：Catas Altas da Noruega）是巴西米纳斯吉拉斯州的一个市镇。总面积143.366平方公里，总人口3424人，人口密度23.9人/平方公里。